# Aerva congesta
Aerva congesta là loài thực vật có hoa thuộc họ Dền. Loài này được Balf.f. ex Baker mô tả khoa học đầu tiên năm 1877.